# Новиков, Борис Михайлович
Боря Новиков (Борис Михайлович Новиков; 1930, Ленинград, СССР — близ деревни Сухая Нива, Ленинградская область, СССР) — участник Великой Отечественной войны, сын полка (380-й стрелковый полк 171-й стрелковой дивизии).

## Биография
Боря Новиков родился в Ленинграде в 1930 году; жил вместе с матерью и отчимом. Как только началась Великая Отечественная война его вместе с семьёй эвакуировали в город Рыбинск, но мальчик, поняв, что над страной нависла опасность и ей нужна помощь от всех, стал рваться на фронт. Он несколько раз сбегал из дома и пытался уехать к месту боевых событий, но его постоянно снимали с поезда и возвращали домой. Летом 1941 года он смог проехать до станции Бологое, где его снова сняли. Чтобы разжалобить комбата, он придумал легенду о том, что его эвакуировали из Ленинграда, а он сам теперь едет на фронт, чтобы мстить захватчикам за его погибшую от голода мать. План не сработал — юного вояку накормили и посадили обратно в поезд, однако Новиков смог перебраться в другой состав и вернулся. Солдаты 380-го стрелкового полка приютили мальчишку — так юный рыбинец стал сыном полка и получил прозвище «Гаврош».
Наравне со взрослыми Боря Новиков сражался под Ленинградом. За два месяца он вывел с поля боя 18 раненых с оружием, под огнём противника перевязал 26 человек, вынес 12 винтовок, 3 ручных пулемета, 2 автомата, а также доставил много документов, собранных с тел убитых немецких солдат. За это 4 июля 1942 года мальчик был представлен к медали «За отвагу» и присвоению воинского звания ефрейтора.
Однако награду Боре так и не удалось увидеть. 12 июля 1942 года он запрыгнул на броню танка, который должен был вытащить подбитую машину из протекающей поблизости речки. Услышав двигатель танка, немцы начали миномётный обстрел. Одна из мин разорвалась рядом с танком, на котором сидел мальчишка, — осколками от взрыва Борю убило, ему было лишь 12 лет. Ночью разведчики
вынесли тело юного солдата и похоронили его со всеми воинскими почестями на дивизионном кладбище у деревни Язвищи Лычковского района Ленинградской области. Над его могилой прозвучал залп из пистолетов и винтовок сослуживцев.
В письме матери Бори, Марии Ивановне, командир полка сообщил о смерти сына, пообещав во что бы то ни стало отомстить ненавистным пособникам фашизма.

## Память
- В 1972 году в связи с 50-летием Всесоюзной пионерской организации Лесная улица города Рыбинска была переименована в улицу Бори Новикова.
- На фасаде дома по адресу г. Рыбинск, ул. Бори Новикова, д. 33 установлена мемориальная доска сыну полка. Ежегодно в канун праздника 9 мая к ней возлагают цветы.